# Romain Sato
Romain Guessagba-Sato-Lebel, més conegut com a Romain Sato (Bimbo, República Centre-africana, 2 de març de 1981), és un exjugador professional de bàsquet. Jugava d'aler-escorta i el seu últim equip fou el València Basket Club.

## Trajectòria amateur
Començà a jugar al bàsquet al seu país natal, amb el Red Star Dongo Club, amb onze anys. Amb 18, va poder marxar als Estats Units per a realitzar els seus estudis pre-universitaris.
Sato va jugar a basket a la seua etapa a l'institut, al Dayton Christian High School de Dayton, Ohio, als Estats Units. Es va graduar a la Universitat de Xavier en 2004, cursant estudis de filologia francesa, estudis que va compaginar amb la seua participació amb l'equip universitari, els Xavier Musketeers. A la seua darrera temporada va coincidir amb qui posteriorment seria company seu al València Basket Club, l'aler pivot Justin Doellman.
Amb els dos al quintet inicial, l'equip de la universitat va arribar a l'Elite Eight de l'NCAA per primera vegada en la seua història, després de diverses temporades reeixides de l'equip on Sato compartia vestidor amb futurs professionals com Lionel Chalmers i David West. Sato va acomiadar-se de l'esport universitari amb un màxim de titularitats (130 partits) i com a tercer màxim anotador i huité rebotejador històric de l'equip de la Universitat de Xavier.

## Trajectòria professional
Al Draft de l'NBA de 2004, Sato va ser elegit en segona ronda, en 52 posició, pels San Antonio Spurs. Tot i ser elegit en una posició més baixa d'allò esperat, Sato va unir-se a un equip que acabaria guanyant l'anell de campió sota les ordres de Gregg Popovich. Tanmateix, la bona forma de l'equip va fer que Sato es mantinguera inèdit durant tota la temporada. Això va portar a que es posara en dubte la seua forma física, portant-lo a jugar al Sicc BPA Jesi de la Lega B italiana la temporada següent.
El seu espectacular joc a Itàlia va fer que diferents equips del continent es fixaren en ell. El Futbol Club Barcelona Bàsquet va fitxar-lo per al play-off de la Lliga ACB 2005-06, sense disputar massa minuts. La temporada següent la disputaria a la Lega A amb el Montepaschi Siena.

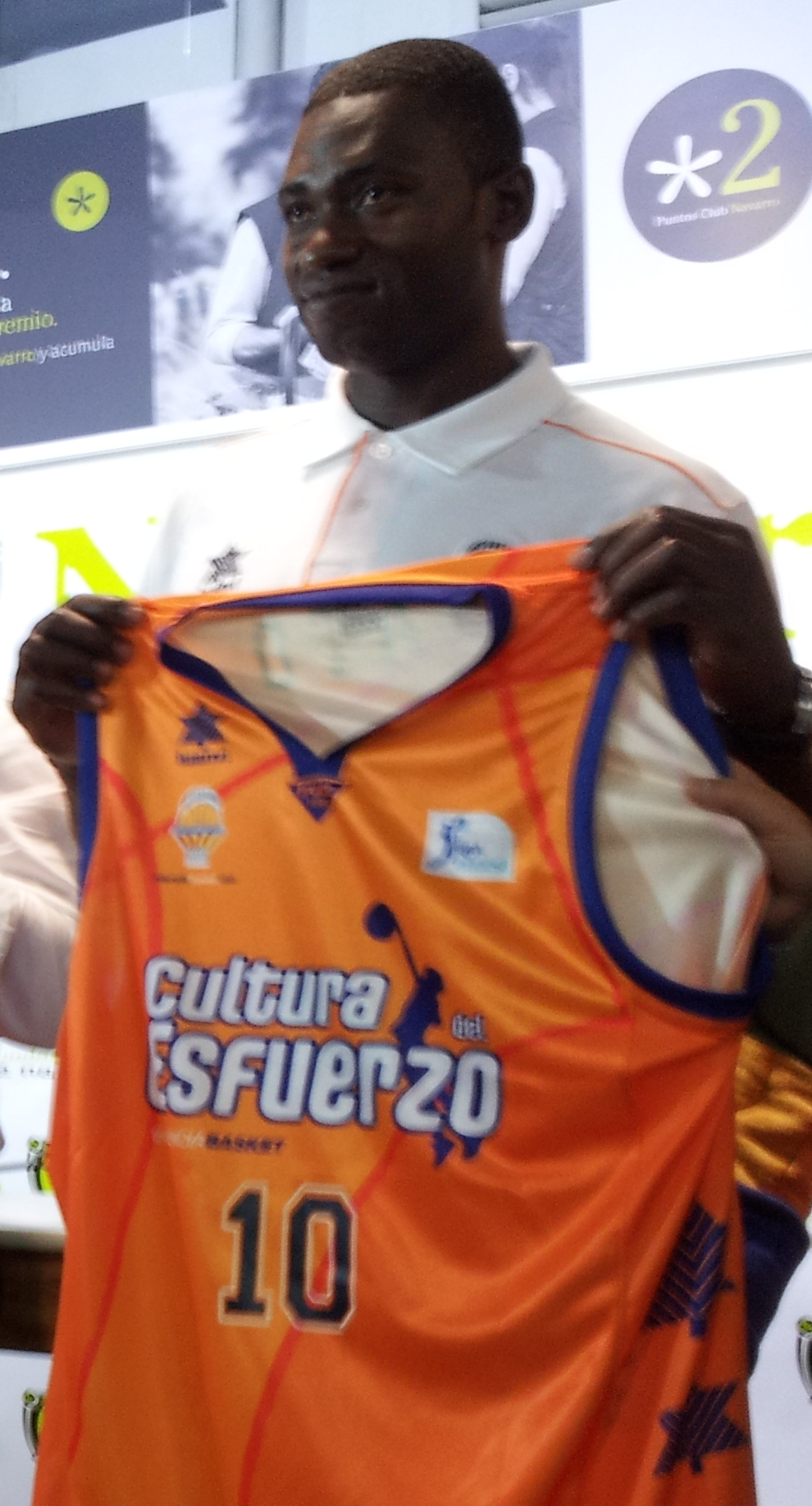
Romain Sato, amb la seua samarreta amb el número 10.

A la temporada 2006-2007 comença la Sato-mania a Itàlia. Amb unes bones xifres individuals (13,3 pt, 6,5 reb, 16 val) i despuntant Sato com un jugador sòlid en defensa, en rebots i amb regularitat anotadora, el Montepaschi Siena va aconseguir la segona lliga de la seua història i classificar-se per a la Final Four de l'Eurolliga.
A les següents temporades, Sato va mantenir el seu rendiment, i el Siena va guanyar la lliga un total de quatre temporades (2007-2010) fent un doblet amb els títols de copa de les temporades 2008-2009 i 2009-2010. A més, Sato va ser elegit MVP de la lliga italiana a la seua última temporada amb el Siena, la 2009-2010.
Aquell estiu, tot i l'interés dels Dallas Mavericks per portar-lo a l'NBA, va fitxar pel Panathinaikos. Al seu primer any a Grècia va guanyar l'Eurolliga i la lliga, i al segon, tot i quedar finalista de l'Eurolliga, va sumar un altre títol al palmarés: el de copa.
A la temporada 2012-2013 va fitxar pel Fenerbahçe, guanyant el títol de copa també a Turquia. L'agost de 2013 va fitxar pel València Basket, on tot i l'edat torna a rendir a un excel·lent nivell i exerceix de líder al vestidor, apadrinant a l'altre aler de l'equip, Vlado Lucic durant una lesió de llarga durada, motivant-lo perquè s'esforçara al màxim als entrenaments. Aquell any, Sato va ser guardonat pels aficionats de l'equip amb el trofeu a jugador més esforçat, amb un 22% dels vots, tot superant a l'MVP de la lliga ACB, Justin Doellman per un punt percentual. Sato, junt a Doellman, també va ser elegit per al millor quintet de l'ACB de la temporada 2013-2014, on el València Basket va fer història en quedar segon de la lliga regular amb només 4 derrotes i guanyar l'Eurocup. Amb un 50% d'encert, (51 de 102), Romain Sato va ser el jugador que més triples va anotar aquella temporada amb l'equip valencià, amb qui acabaria renovant el seu contracte dos anys més, fins a 2016, retirant-se el 2017, temporada en que el València Basket guanya la Lliga ACB.

## Palmarès
- Lliga italiana: 4

Mens Sana Siena: 2006-2007, 2007-2008, 2008-2009, 2009-2010
- Supercopa Italiana: 3

Mens Sana Siena: 2007, 2008, 2009
- Copa d'Itàlia: 2

Mens Sana Siena: 2009, 2010
- Eurolliga: 1

Panathinaikos BC: 2011
- Lliga de Grècia: 1

Panathinaikos BC: 2011
- Copa de Grècia: 1

Panathinaikos BC: 2012
- Copa de Turquia: 1

Fenerbahçe Ülkerspor: 2012
- Eurocup: 1

València BC: 2014.
- Lliga ACB: 1

València BC: 2017.